# Resolutie 1814 Veiligheidsraad Verenigde Naties
Resolutie 1814 van de Veiligheidsraad van de Verenigde Naties werd op 15 mei 2008 unaniem door de VN-Veiligheidsraad aangenomen en vroeg alle landen om mee de zeetransporten van hulpgoederen naar Somalië te beschermen tegen piraten. De resolutie effende ook het pad voor een VN-vredesmacht in Somalië om die van de Afrikaanse Unie op te volgen.

## Achtergrond
In 1960 werden de voormalige kolonies Brits Somaliland en Italiaans Somaliland onafhankelijk en samengevoegd tot Somalië. In 1969 greep het leger de macht en werd Somalië een socialistisch-islamitisch land. In de jaren 1980 leidde het verzet tegen het totalitair geworden regime tot een burgeroorlog en in 1991 viel het centrale regime. Vanaf dan beheersten verschillende groeperingen elke een deel van het land en enkele delen scheurden zich ook af van Somalië. In 2006 werd het grootste deel van Somalië veroverd door de Unie van Islamitische Rechtbanken. Op het einde van dat jaar werden zij echter door troepen uit buurland Ethiopië verjaagd. In 2008 werd piraterij voor de kust een groot probleem.

## Inhoud

### Waarnemingen
Men was erg bezorgd om de mensenrechtensituatie en de verslechterende humanitaire situatie in Somalië. Hulporganisaties hadden het moeilijk om in het land te werken. 

### Handelingen
De Veiligheidsraad stemde alvast in met het voorstel van de secretaris-generaal om het VN-kantoor voor Somalië UNPOS te verhuizen van Nairobi naar Mogadishu in Somalië zelf. 
De Veiligheidsraad was van plan gerichte maatregelen te nemen tegen hen die het vredeszame politieke proces probeerden te hinderen of de tijdelijke regering en de AMISOM-vredesmissie bedreigden. Het comité dat met resolutie 751 was opgericht werd gevraagd zulke maatregelen aan te bevelen.
Een aantal landen droegen bij aan de bescherming van de zeekonvooien van het Wereldvoedselprogramma tegen Somalische piraten. Alle landen werden op vraag van de tijdelijke Somalische regering gevraagd mee te werken aan de bescherming van de zeetransporten van hulpgoederen tegen die piraten.

## Verwante resoluties
- Resolutie 1801 Veiligheidsraad Verenigde Naties
- Resolutie 1811 Veiligheidsraad Verenigde Naties
- Resolutie 1816 Veiligheidsraad Verenigde Naties
- Resolutie 1831 Veiligheidsraad Verenigde Naties

Lijst ·  1795 ·  1796 ·  1797 ·  1798 ·  1799 ·  1800 ·  1801 ·  1802 ·  1803 ·  1804 ·  1805 ·  1806 ·  1807 ·  1808 ·  1809 ·  1810 ·  1811 ·  1812 ·  1813 ·  1814 ·  1815 ·  1816 ·  1817 ·  1818 ·  1819 ·  1820 ·  1821 ·  1822 ·  1823 ·  1824 ·  1825 ·  1826 ·  1827 ·  1828 ·  1829 ·  1830 ·  1831 ·  1832 ·  1833 ·  1834 ·  1835 ·  1836 ·  1837 ·  1838 ·  1839 ·  1840 ·  1841 ·  1842 ·  1843 ·  1844 ·  1845 ·  1846 ·  1847 ·  1848 ·  1849 ·  1850 ·  1851 ·  1852 ·  1853 ·  1854 ·  1855 ·  1856 ·  1857 ·  1858 ·  1859